# Молодіжний чемпіонат Європи з футболу 2025
Чемпіонат Європи з футболу 2025 серед молодіжних команд — 25-й молодіжний чемпіонат Європи (28-й, якщо враховувати молодіжні чемпіонати U-23) футбольний турнір під егідою УЄФА. 
У турнірі мають право грати футболісти, народжені не раніше 1 січня 2002 року.
Проходить в Словаччині з 11 по 28 червня 2025 року.

## Вибір господаря
Виконавчий комітет УЄФА 25 січня 2023 року ухвалив рішення про обрання господарем молодіжного чемпіонату 2025 року Словаччину.

## Кваліфікація

### Кваліфіковані команди
До фінального турніру кваліфікувалися наступні команди.
Статистика враховує лише чемпіонати U-21 (з 1978 року).
| Команда    | Спосіб кваліфікації      | Дата кваліфікації | Кількість участей | Дебют | Остання участь | Найкращий результат                        |
| ---------- | ------------------------ | ----------------- | ----------------- | ----- | -------------- | ------------------------------------------ |
| Словаччина | Господар                 | 25 січня 2023     | 3-тя              | 2000  | 2017           | 4 місце (2000)                             |
| Нідерланди | Переможець Групи C       | 9 вересня 2024    | 10-та             | 1988  | 2023           | Чемпіон (2006, 2007)                       |
| Іспанія    | Переможець Групи B       | 10 вересня 2024   | 17-та             | 1982  | 2023           | Чемпіон (1986, 1998, 2011, 2013, 2019)     |
| Португалія | Переможець Групи G       | 11 жовтня 2024    | 11-та             | 1994  | 2023           | 2 місце (1994, 2015, 2021)                 |
| Німеччина  | Переможець Групи D       | 11 жовтня 2024    | 15-та             | 1982  | 2023           | Чемпіон (2009, 2017, 2021)                 |
| Данія      | Переможець Групи I       | 11 жовтня 2024    | 9-та              | 1978  | 2021           | Півфінал (1992, 2015)                      |
| Англія     | Переможець Групи F       | 12 жовтня 2024    | 18-та             | 1978  | 2023           | Чемпіон (1982, 1984, 2023)                 |
| Україна    | Найкраща з других команд | 12 жовтня 2024    | 4-та              | 2006  | 2023           | 2 місце (2006)                             |
| Румунія    | Переможець Групи E       | 15 жовтня 2024    | 5-та              | 1998  | 2023           | Півфінал (2019)                            |
| Польща     | Найкраща з других команд | 15 жовтня 2024    | 8-ма              | 1982  | 2019           | Чвертьфінал (1982, 1984, 1986, 1992, 1994) |
| Словенія   | Переможець Групи H       | 15 жовтня 2024    | 2-га              | 2021  | 2021           | Груповий етап (2021)                       |
| Франція    | Найкраща з других команд | 15 жовтня 2024    | 12-та             | 1982  | 2023           | Чемпіон (1988)                             |
| Італія     | Переможець Групи A       | 15 жовтня 2024    | 23-та             | 1978  | 2023           | Чемпіон (1992, 1994, 1996, 2000, 2004)     |
| Чехія      | Плей-оф                  | 19 листопада 2024 | 10-та             | 1996  | 2023           | Чемпіон (2002)                             |
| Фінляндія  | Плей-оф                  | 19 листопада 2024 | 2-га              | 2009  | 2009           | Груповий етап (2009)                       |
| Грузія     | Плей-оф                  | 19 листопада 2024 | 2-га              | 2023  | 2023           | Чвертьфінал (2023)                         |

## Жеребкування
Жеребкування турніру відбулось в Братиславі 3 грудня 2024.
| Кошик 1                 | Кошик 2   | Кошик 3 | Кошик 4               |
| ----------------------- | --------- | ------- | --------------------- |
| Іспанія                 | Німеччина | Данія   | Грузія                |
| Англія (чинний чемпіон) | Франція   | Румунія | Словенія              |
| Португалія              | Україна   | Польща  | Фінляндія             |
| Нідерланди              | Італія    | Чехія   | Словаччина (господар) |

## Міста та стадіони
| Братислава | Трнава                             | Дунайська Стреда    | Кошиці                 |
| --- | ---------------------------------- | ------------------- | ---------------------- |
| Національний футбольний стадіон                                                                                              | Стадіон імені Антона Малатинського | МОЛ Арена           | Футбольна арена Кошиці |
| Місткість: 22,500 | Місткість: 18,200                  | Місткість: 12,700   | Місткість: 12,555      |
| |                                    |                     |                        |
| Братислава Трнава Дунайська Стреда Тренчин Жиліна Кошиці Пряшів НітраМолодіжний чемпіонат Європи з футболу 2025 (Словаччина) |                                    |                     |                        |
| Жиліна | Тренчин                            | Нітра               | Пряшів                 |
| Штадіон под Дубньом | Штадіон на Сіготі                  | Штадіон под Зобором | Татран                 |
| Місткість: 10,897 | Місткість: 10,000                  | Місткість: 7,480    | Місткість: 6,500       |
| |                                    |                     |                        |

## Регламент
Команди, які посіли перше та друге місця у своїй групі, виходять до чвертьфіналу.
На груповому етапі команди ранжуються за очками (3 очки за перемогу, 1 очко за нічию, 0 очок за поразку). Якщо декілька команд мають рівну кількість очок, для визначення їхніх місць застосовуються такі критерії у наступному порядку:
1. Очки в очних матчах між цими командами.
2. Різниця голів в очних матчах між цими командами.
3. Голи, забиті в очних матчах між цими командами.
4. Якщо більше двох команд мають рівну кількість очок, і після застосування всіх наведених вище критеріїв особистих зустрічей частина цих команд все ще має рівні показники, усі вказані вище критерії особистих зустрічей повторно застосовуються виключно до команд з рівними показниками.
5. Різниця голів у всіх групових матчах.
6. Голи, забиті у всіх матчах групи.
7. Серія пенальті, якщо лише дві команди мають однакові показники за всіма наведеними вище критеріями, і вони зустрічаються в останньому раунді групи.
8. Дисциплінарні очки (червона картка = 3 очки, жовта картка = 1 очко, вилучення за дві жовті картки в одному матчі = 3 очки).
9. Рейтинг коефіцієнтів УЄФА для фінального жеребкування.

На стадії плей-оф для визначення переможців у разі необхідності використовується додатковий час і серія пенальті.

## Груповий етап

### Група A
| Поз | Команда        | І | В | Н | П | ГЗ | ГП | РГ | О | Кваліфікація |
| --- | -------------- | - | - | - | - | -- | -- | -- | - | ------------ |
| 1   | Іспанія        | 3 | 2 | 1 | 0 | 6  | 4  | +2 | 7 | Плей-оф      |
| 2   | Італія         | 3 | 2 | 1 | 0 | 3  | 1  | +2 | 7 | Плей-оф      |
| 3   | Словаччина (H) | 3 | 1 | 0 | 2 | 4  | 5  | −1 | 3 |              |
| 4   | Румунія        | 3 | 0 | 0 | 3 | 2  | 5  | −3 | 0 |              |

| 11 червня 2025 18:00 |

| Словаччина                        | 2–3      | Іспанія                                 |
| --------------------------------- | -------- | --------------------------------------- |
| - Копасек 48' - Суслов 53' (пен.) | Протокол | - Пубіль 16' - Джозеф 18' - Таррега 90' |

| Національний стадіон, Братислава Глядачів: 19 964 Арбітр: Дам'ян Сілвесчак (Польща) |

| 11 червня 2025 21:00 |

| Італія        | 1–0      | Румунія |
| ------------- | -------- | ------- |
| Бальданці 26' | Протокол |         |

| Стадіон ім. Антона Малатинського, Трнава Глядачів: 2 450 Арбітр: Вассіліс Фотіас (Греція) |

| 14 червня 2025 18:00 |

| Іспанія                          | 2–1      | Румунія      |
| -------------------------------- | -------- | ------------ |
| - Хаурехісар 85' - Фернандес 88' | Протокол | - Мунтяну 4' |

| Національний стадіон, Братислава Глядачів: 10 023 Арбітр: Сандер ван дер Ейк (Нідерланди) |

| 14 червня 2025 21:00 |

| Словаччина | 0–1      | Італія     |
| ---------- | -------- | ---------- |
|            | Протокол | Казадеї 7' |

| Стадіон ім. Антона Малатинського, Трнава Глядачів: 15 455 Арбітр: Ненад Мінакович (Сербія) |

| 17 червня 2025 21:00 |

| Румунія     | 1–2      | Словаччина               |
| ----------- | -------- | ------------------------ |
| - Акдаг 67' | Протокол | - Оберт 11' - Суслов 57' |

| Національний стадіон, Братислава Глядачів: 17 058 Арбітр: Манфредас Лук'янчукас (Литва) |

| 17 червня 2025 21:00 |

| Іспанія        | 1–1      | Італія        |
| -------------- | -------- | ------------- |
| - Родрігес 53' | Протокол | - Пізіллі 59' |

| Стадіон ім. Антона Малатинського, Трнава Глядачів: 12 573 Арбітр: Нік Волш (Шотландія) |

### Група B
| Поз | Команда   | І | В | Н | П | ГЗ | ГП | РГ | О | Кваліфікація |
| --- | --------- | - | - | - | - | -- | -- | -- | - | ------------ |
| 1   | Німеччина | 3 | 3 | 0 | 0 | 9  | 3  | +6 | 9 | Плей-оф      |
| 2   | Англія    | 3 | 1 | 1 | 1 | 4  | 3  | +1 | 4 | Плей-оф      |
| 3   | Чехія     | 3 | 1 | 0 | 2 | 5  | 7  | −2 | 3 |              |
| 4   | Словенія  | 3 | 0 | 1 | 2 | 0  | 5  | −5 | 1 |              |

| 12 червня 2025 21:00 |

| Чехія      | 1−3      | Англія                                  |
| ---------- | -------- | --------------------------------------- |
| - Філа 51' | Протокол | - Елліотт 39' - Роу 48' - Крессвелл 76' |

| МОЛ Арена, Дунайська Стреда Глядачів: 8 087 Арбітр: Ельчин Масієв (Азербайджан) |

| 12 червня 2025 21:00 |

| Німеччина                        | 3−0      | Словенія |
| -------------------------------- | -------- | -------- |
| - Волтемаде 19', 42', 82' (пен.) | Протокол |          |

| Штадіон под Зобором, Нітра Глядачів: 2 708 Арбітр: Якоб Сундберг (Данія) |

| 15 червня 2025 18:00 |

| Англія | 0−0      | Словенія |
| ------ | -------- | -------- |
|        | Протокол |          |

| Штадіон под Зобором, Нітра Глядачів: 5 217 Арбітр: Гога Кікачеїшвілі (Грузія) |

| 15 червня 2025 21:00 |

| Чехія                            | 2–4      | Німеччина                                                  |
| -------------------------------- | -------- | ---------------------------------------------------------- |
| - Аррі-Мбі 61' (аг) - Спачил 66' | Протокол | - Тресольді 34' - Небель 41' - Волтемаде 54' - Мартель 59' |

| МОЛ Арена, Дунайська Стреда Глядачів: 7 870 Арбітр: Алексіс Еррера (Венесуела) |

| 18 червня 2025 21:00 |

| Словенія | 0−2      | Чехія                 |
| -------- | -------- | --------------------- |
|          | Протокол | - Філа 48' - Сейк 59' |

| МОЛ Арена, Дунайська Стреда Глядачів: 4 028 Арбітр: Сімоне Соцца (Італія) |

| 18 червня 2025 21:00 |

| Англія      | 1−2      | Німеччина                |
| ----------- | -------- | ------------------------ |
| - Скотт 76' | Протокол | - Кнауфф 3' - Вайпер 33' |

| Штадіон под Зобором, Нітра Глядачів: 5 624 Арбітр: Сандер ван дер Ейк (Нідерланди) |

### Група C
| Поз | Команда    | І | В | Н | П | ГЗ | ГП | РГ | О | Кваліфікація |
| --- | ---------- | - | - | - | - | -- | -- | -- | - | ------------ |
| 1   | Португалія | 3 | 2 | 1 | 0 | 9  | 0  | +9 | 7 | Плей-оф      |
| 2   | Франція    | 3 | 2 | 1 | 0 | 7  | 3  | +4 | 7 | Плей-оф      |
| 3   | Грузія     | 3 | 1 | 0 | 2 | 4  | 8  | −4 | 3 |              |
| 4   | Польща     | 3 | 0 | 0 | 3 | 2  | 11 | −9 | 0 |              |

| 11 червня 2025 21:00 |

| Португалія | 0–0      | Франція |
| ---------- | -------- | ------- |
|            | Протокол |         |

| Штадіон на Сіготі, Тренчин Глядачів: 4 932 Арбітр: Манфредас Лук'янчукас (Литва) |

| 11 червня 2025 21:00 |

| Польща                     | 1–2      | Грузія                             |
| -------------------------- | -------- | ---------------------------------- |
| - Калузіньський 73' (пен.) | Протокол | - Ломінадзе 55' - Гордесіані 90+3' |

| Штадіон под Дубньом, Жиліна Глядачів: 2 218 Арбітр: Алессандро Дудич (Швейцарія) |

| 14 червня 2025 21:00 |

| Португалія                                               | 5–0      | Польща |
| -------------------------------------------------------- | -------- | ------ |
| - Кенда 16', 24' - Араужу 30' - Бернарду 41' - Гоміш 63' | Протокол |        |

| Штадіон на Сіготі, Тренчин Глядачів: 4 469 Арбітр: Нік Волш (Шотландія) |

| 14 червня 2025 21:00 |

| Франція                                        | 3–2      | Грузія                        |
| ---------------------------------------------- | -------- | ----------------------------- |
| - Тель 35' (пен.) - Лепенан 89' - Баррі 90+12' | Протокол | - Абуашвілі 76' - Сазонов 84' |

| Штадіон под Дубньом, Жиліна Глядачів: 3 687 Арбітр: Якоб Сундберг (Данія) |

| 17 червня 2025 18:00 |

| Грузія | 0–4      | Португалія                                                   |
| ------ | -------- | ------------------------------------------------------------ |
|        | Протокол | - Піньєйру 24' - Кенда 62' - Гоміш 87' - Араужу 90+5' (пен.) |

| Штадіон на Сіготі, Тренчин Глядачів: 4 573 Арбітр: Ельчин Масієв (Азербайджан) |

| 17 червня 2025 18:00 |

| Франція                                 | 4–1      | Польща      |
| --------------------------------------- | -------- | ----------- |
| - Зезе 18' - Сіссе 19', 29' - Аблін 82' | Протокол | - Мосур 61' |

| Штадіон под Дубньом, Жиліна Глядачів: 7 288 Арбітр: Ненад Мінакович (Сербія) |

### Група D

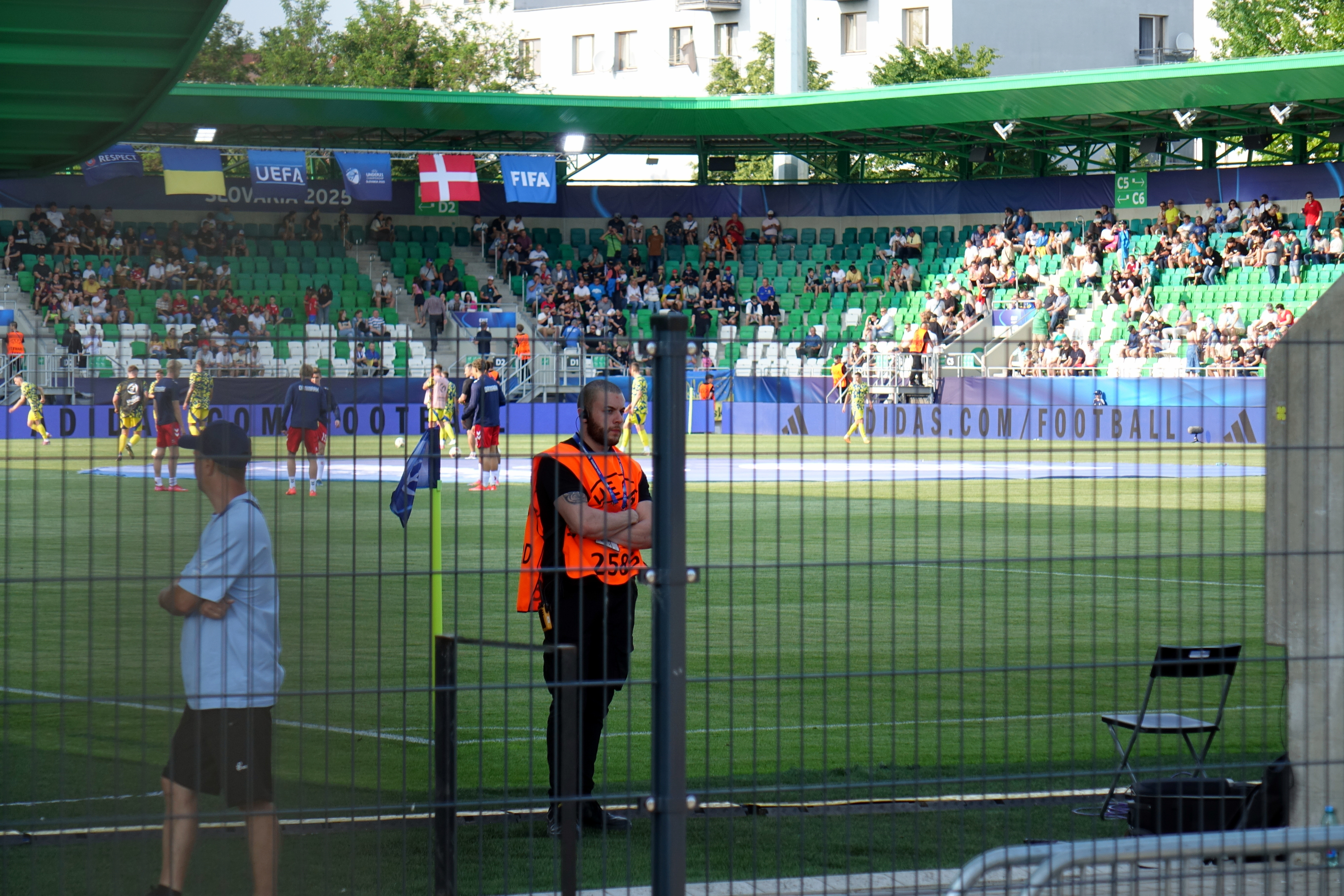
Матч між збірними України та Данії.

| Поз | Команда    | І | В | Н | П | ГЗ | ГП | РГ | О | Кваліфікація |
| --- | ---------- | - | - | - | - | -- | -- | -- | - | ------------ |
| 1   | Данія      | 3 | 2 | 1 | 0 | 7  | 5  | +2 | 7 | Плей-оф      |
| 2   | Нідерланди | 3 | 1 | 1 | 1 | 5  | 4  | +1 | 4 | Плей-оф      |
| 3   | Україна    | 3 | 1 | 0 | 2 | 4  | 5  | −1 | 3 |              |
| 4   | Фінляндія  | 3 | 0 | 2 | 1 | 4  | 6  | −2 | 2 |              |

| 12 червня 2025 18:00 |

| Україна                     | 2–3      | Данія                                 |
| --------------------------- | -------- | ------------------------------------- |
| - Волошин 22' - Брагару 78' | Протокол | - Бішофф 63' - Бевінг 81' - Осула 88' |

| Татран, Пряшів Глядачів: 5 458 Арбітр: Гога Кікачеїшвілі (Грузія) |

| 12 червня 2025 21:00 |

| Фінляндія                  | 2−2      | Нідерланди                 |
| -------------------------- | -------- | -------------------------- |
| - Терго 25' - Кескінен 28' | Протокол | - Валенте 59' - Поку 90+3' |

| Футбольна арена Кошиці, Кошиці Глядачів: 7 369 Арбітр: Алексіс Еррера (Венесуела) |

| 15 червня 2025 18:00 |

| Фінляндія | 0−2      | Україна                   |
| --------- | -------- | ------------------------- |
|           | Протокол | - Ванат 28' - Брагару 49' |

| Футбольна арена Кошиці, Кошиці Глядачів: 8 636 Арбітр: Алессандро Дудич (Швейцарія) |

| 15 червня 2025 21:00 |

| Нідерланди           | 1–2      | Данія            |
| -------------------- | -------- | ---------------- |
| - Провстгор 19' (аг) | Протокол | - Осула 35', 47' |

| Татран, Пряшів Глядачів: 5 484 Арбітр: Сімоне Соцца (Італія) |

| 18 червня 2025 18:00 |

| Данія             | 2−2      | Фінляндія                   |
| ----------------- | -------- | --------------------------- |
| - Гардер 10', 68' | Протокол | - Скюття 73' - Кескінен 82' |

| Футбольна арена Кошиці, Кошиці Глядачів: 6 940 Арбітр: Дам'ян Сілвесчак (Польща) |

| 18 червня 2025 18:00 |

| Нідерланди                     | 2−0      | Україна |
| ------------------------------ | -------- | ------- |
| - Валенте 34' - ван Берген 57' | Протокол |         |

| Татран, Пряшів Глядачів: 5 216 Арбітр: Вассіліс Фотіас (Греція) |

## Плей-оф
|  | Чвертьфінали                             | Чвертьфінали          |                                  |   | Півфінали | Півфінали |  |  | Фінал | Фінал |
|  |                                          |                       |                                  |   |           |           |  |  |       |       |
|  | 21 червня – Ст. ім. Антона Малатинського |                       |                                  |   |           |           |  |  |       |       |
|  |                                          |                       |                                  |   |           |           |  |  |       |       |
|  | Іспанія                                  | 1                     |                                  |   |           |           |  |  |       |       |
|  | Іспанія                                  | 1                     | 25 червня – Національний стадіон |   |           |           |  |  |       |       |
|  | Англія                                   | 3                     |                                  |   |           |           |  |  |       |       |
|  | Англія                                   | 3                     | Англія                           | 2 |           |           |  |  |       |       |
|  | 21 червня – Штадіон под Дубньом          |                       | Англія                           | 2 |           |           |  |  |       |       |
|  |                                          | Нідерланди            | 1                                |   |           |           |  |  |       |       |
|  | Португалія                               | Нідерланди            | 1                                | 0 |           |           |  |  |       |       |
|  | Португалія                               |                       | 28 червня – Національний стадіон | 0 |           |           |  |  |       |       |
|  | Нідерланди                               | 1                     |                                  |   |           |           |  |  |       |       |
|  | Нідерланди                               | 1                     | Англія (дч)                      | 3 |           |           |  |  |       |       |
|  | 22 червня – МОЛ Арена                    |                       | Англія (дч)                      | 3 |           |           |  |  |       |       |
|  |                                          | Німеччина             | 2                                |   |           |           |  |  |       |       |
|  | Німеччина (дч)                           | Німеччина             | 2                                | 3 |           |           |  |  |       |       |
|  | Німеччина (дч)                           | 25 червня – ФА Кошиці |                                  | 3 |           |           |  |  |       |       |
|  | Італія                                   | 2                     |                                  |   |           |           |  |  |       |       |
|  | Італія                                   | 2                     | Німеччина                        | 3 |           |           |  |  |       |       |
|  | 22 червня – Татран                       |                       | Німеччина                        | 3 |           |           |  |  |       |       |
|  |                                          | Франція               | 0                                |   |           |           |  |  |       |       |
|  | Данія                                    | Франція               | 0                                | 2 |           |           |  |  |       |       |
|  | Данія                                    |                       |                                  | 2 |           |           |  |  |       |       |
|  | Франція                                  | 3                     |                                  |   |           |           |  |  |       |       |
|  | Франція                                  | 3                     |                                  |   |           |           |  |  |       |       |

### Чвертьфінали
| 21 червня 2025 18:00 |

| Португалія | 0−1      | Нідерланди |
| ---------- | -------- | ---------- |
|            | Протокол | Поку 84'   |

| Штадіон под Дубньом, Жиліна Глядачів: 7 117 Арбітр: Гога Кікачеїшвілі (Грузія) |

| 21 червня 2025 21:00 |

| Іспанія            | 1−3      | Англія                                             |
| ------------------ | -------- | -------------------------------------------------- |
| - Герра 39' (пен.) | Протокол | - Макаті 10' - Елліотт 15' - Андерсон 90+4' (пен.) |

| Стадіон ім. Антона Малатинського, Трнава Глядачів: 8 247 Арбітр: Сімоне Соцца (Італія) |

| 22 червня 2025 18:00 |

| Данія                       | 2−3      | Франція                             |
| --------------------------- | -------- | ----------------------------------- |
| - Бішофф 18' - Серенсен 49' | Протокол | - Сіссе 44' - Мерлен 84' - Тель 85' |

| Татран, Пряшів Глядачів: 5 513 Арбітр: Сандер ван дер Ейк (Нідерланди) |

| 22 червня 2025 21:00 |

| Німеччина                                | 3–2 (дч) | Італія                          |
| ---------------------------------------- | -------- | ------------------------------- |
| - Волтемаде 68' - Вайпер 87' - Рель 117' | Протокол | - Колеошо 58' - Амброзіно 90+6' |

| МОЛ Арена, Дунайська Стреда Глядачів: 6 503 Арбітр: Манфредас Лук'янчукас (Литва) |

### Півфінали
| 25 червня 2025 18:00 |

| Англія             | 2−1      | Нідерланди  |
| ------------------ | -------- | ----------- |
| - Елліотт 62', 86' | Протокол | - Огайо 72' |

| Національний стадіон, Братислава Глядачів: 14 719 Арбітр: Вассіліс Фотіас (Греція) |

| 25 червня 2025 21:00 |

| Німеччина                                 | 3–0      | Франція |
| ----------------------------------------- | -------- | ------- |
| - Вайпер 8' - Волтемаде 14' - Груда 90+5' | Протокол |         |

| Футбольна арена Кошиці, Кошиці Глядачів: 11 913 Арбітр: Нік Волш (Шотландія) |

### Фінал
| 28 червня 2025 21:00 |

| Англія                                 | 3–2 (дч) | Німеччина                   |
| -------------------------------------- | -------- | --------------------------- |
| - Елліотт 5' - Гатчінсон 24' - Роу 92' | Протокол | - Вайпер 45+1' - Небель 61' |

| Національний стадіон, Братислава Глядачів: 19 153 Арбітр: Сандер ван дер Ейк (Нідерланди) |

| Чемпіон Європи 2025 |
| ------------------- |
| Англія 4-й титул    |